# Markis Kido
Markis Kido (Jakarta, 11 augustus 1984 – Tangerang, 14 juni 2021) was een Indonesisch badmintonner. Samen met zijn partner Hendra Setiawan won hij een gouden medaille op de Olympische Spelen in 2008 en werd hij wereldkampioen in 2007. 

## Carrière
Kido werd in het begin van zijn carrière gekoppeld aan Hendra Setiawan om uit te komen in het mannen dubbelspel. Na een kwartfinale op het wereldkampioenschap in 2006 wonnen ze in 2007 de wereldtitel door het Koreaanse duo Jung Jae-sung en Lee Yong-dae te verslaan. Op de Olympische Spelen in 2008 maakte ze hun favorietenrol waar. Ze wonnen de gouden medaille door Fu Haifeng en Cai Yun in drie sets te verslaan. Nadat het duo in 2009 hun wereldtitel niet konden verdedigen, behaalden ze in 2010 nog een bronzen medaille. Ditmaal moesten ze wel het onderspit delven tegen Fu Haifeng en Cai Yun. In 2011 moesten ze opnieuw afhaken voor het wereldkampioenschap en ook aan de Olympische Spelen van 2012 namen ze niet deel wegens persoonlijke problemen van hem.
Sinds 2013 speelde hij toernooien met andere partners. De successen die hij met Hendra Setiawan behaalde kon hij niet meer evenaren. Wel wist hij samen met Markus Fernaldi Gideon nog de French Open Super Series te winnen. Hij speelde ook gemengd dubbelspel aan de zijde van zijn zus Pia Zebadiah Bernadet.
Hij overleed door een hartaanval tijdens een badmintonwedstrijd in een sporthal in Tangerang op 36-jarige leeftijd.

## Medailles op Olympische Spelen en wereldkampioenschappen
| Logo van de Olympische Spelen | Onderdeel         | Resultaat |
| ----------------------------- | ----------------- | --------- |
| 2008                          | Mannen dubbelspel | Goud      |
| WK                            | Onderdeel         | Resultaat |
| 2007                          | Mannen dubbelspel | Goud      |
| 2010                          | Mannen dubbelspel | Brons     |

1992: Kim Moon-soo & Park Joo-bong ·
1996: Rexy Mainaky & Ricky Subagja ·
2000: Tony Gunawan & Candra Wijaya ·
2004: Kim Dong-moon & Ha Tae-kwon ·
2008: Markis Kido & Hendra Setiawan ·
2012: Cai Yun & Fu Haifeng ·
2016: Fu Haifeng & Zhang Nan ·
2020: Lee Yang & Wang Chi-lin ·
2024: Lee Yang & Wang Chi-lin